# La Thuile, Savoie
La Thuile este o comună în departamentul Savoie din sud-estul Franței. În 2009 avea o populație de 283 de locuitori.

## Evoluția populației
| An        | 1975 | 1982 | 1990 | 1999 | 2006 | 2009 |
| --------- | ---- | ---- | ---- | ---- | ---- | ---- |
| Populație | 198  | 197  | 229  | 258  | 274  | 283  |